# Sint-Pieterskerk (Aire-sur-la-Lys)
De Sint-Pieterskerk of Sint-Pietersstiftkerk (Frans: Collégiale Saint-Pierre) is de belangrijkste kerk van de gemeente Aire-sur-la-Lys in het Franse departement Pas-de-Calais.

## Geschiedenis

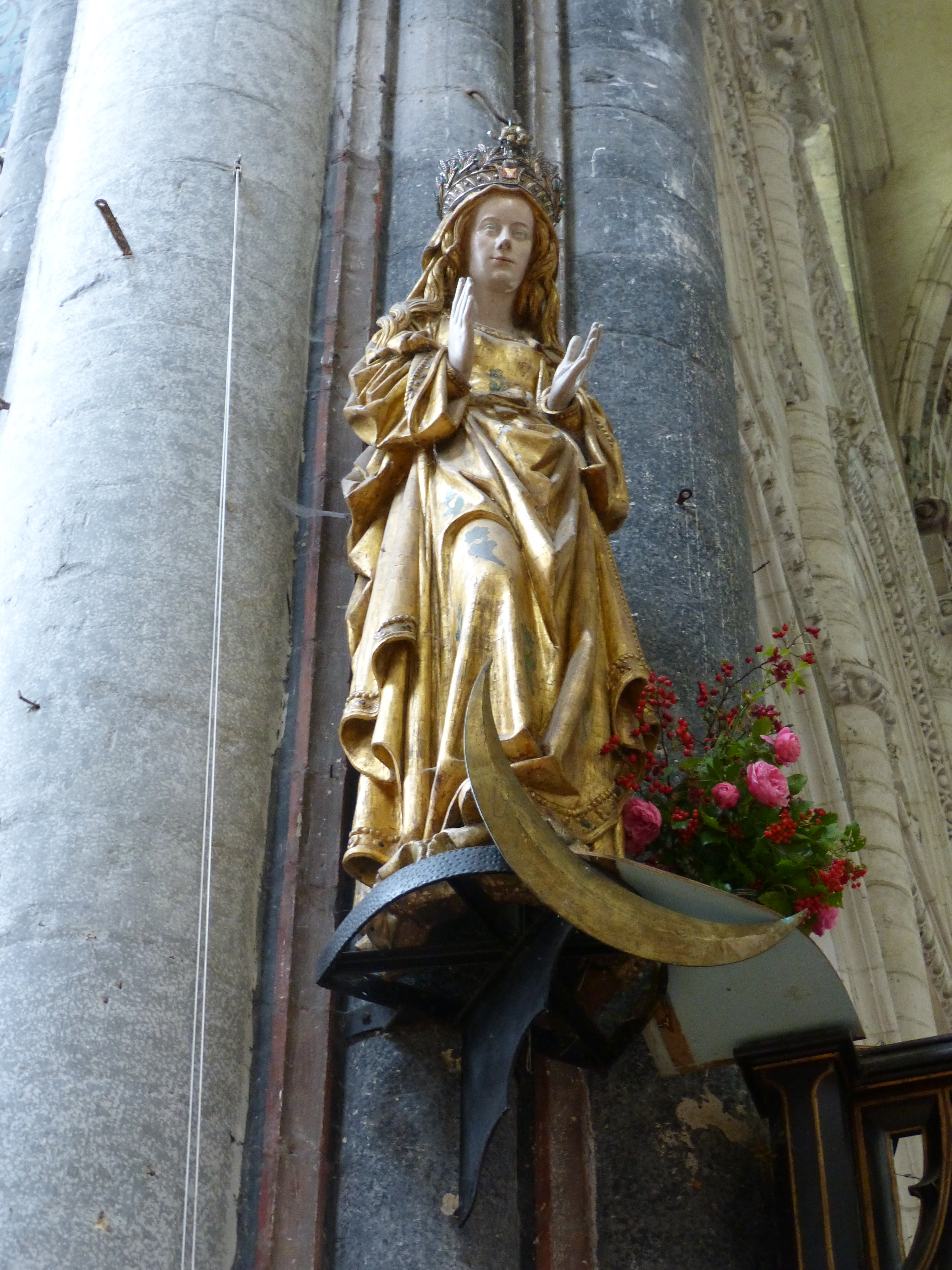
Onze-Lieve-Vrouw met de broden

In 1166 werd een romaanse kerk ingewijd. Hiervan zijn slechts enkele hergebruikte steenblokken en de basis van enkele pilaren van de apsis bewaard gebleven. In 1059 werd er al een kapittel van kanunniken gesticht.
De huidige kerk werd gebouwd tussen 1492 en 1634, terwijl het koor al in 1431 werd voltooid. Van 1569 tot 1624 bouwde men aan de toren. De belegeringen van de Franse troepen in 1641 en 1676 richtten aanzienlijke schade aan. Ook de belegering door de Hollanders van 1710 richtte grote verwoestingen aan. In de loop van de 18e eeuw werd de kerk hersteld. Pas in 1729 kon de kerk weer als kapittelkerk in gebruik worden genomen. In 1733 was het transept hersteld, de muren van het schip in 1736 en het gewelf in 1738. Van de toren waren de twee benedenste geledingen gespaard gebleven en tussen 1735 en 1750 werd ook de toren herbouwd.
In 1803 werd de Sint-Pieterskerk een parochiekerk, daar het kapittel tijdens de Franse Revolutie was opgeheven,
Vooral tijdens de Tweede Wereldoorlog, door Duitse bombardementen in 1940 en Britse bombardementen in 1944, liep de kerk veel schade op. Pas in 1954 kon de kerk weer in gebruik worden genomen terwijl het koor eerst in 1981 gereed kwam.

## Gebouw
Het betreft een driebeukige laatgotische kruiskerk van indrukwekkende afmetingen. De voorgebouwde toren is 65 meter hoog. De kerk is 105 meter lang en 40 meter breed. De gewelfhoogte in het middenschip bedraagt 20 meter.

## Notre-Dame Panetière
In de kerk, waarvan het interieur grotendeels neogotisch is, vindt men de devotie tot Onze-Lieve-Vrouw met de Broden (Notre-Dame Panetière). Kern van de devotie is een verguld houten Mariabeeld van begin 17e eeuw. De devotie is terug te voeren op de episode van de oorlog tussen Frankrijk en een coalitie tegen de Franse koning, waarvan ook Ferrand van Portugal deel uitmaakte. Deze trok op tegen Artesië en belegerde in 1213 ook Aire-sur-la-Lys. Dit leidde tot een hongersnood, waarop de burgers de Heilige Maagd aanriepen. En er geschiedde een mirakel, want er kwam een kar vol brood de stad binnenrijden. De burgers vatten moed, vochten de weg vrij voor een karavaan van de Fransen die levensmiddelen bracht. Hierdoor kon de stad ontzet worden.

## Interieur

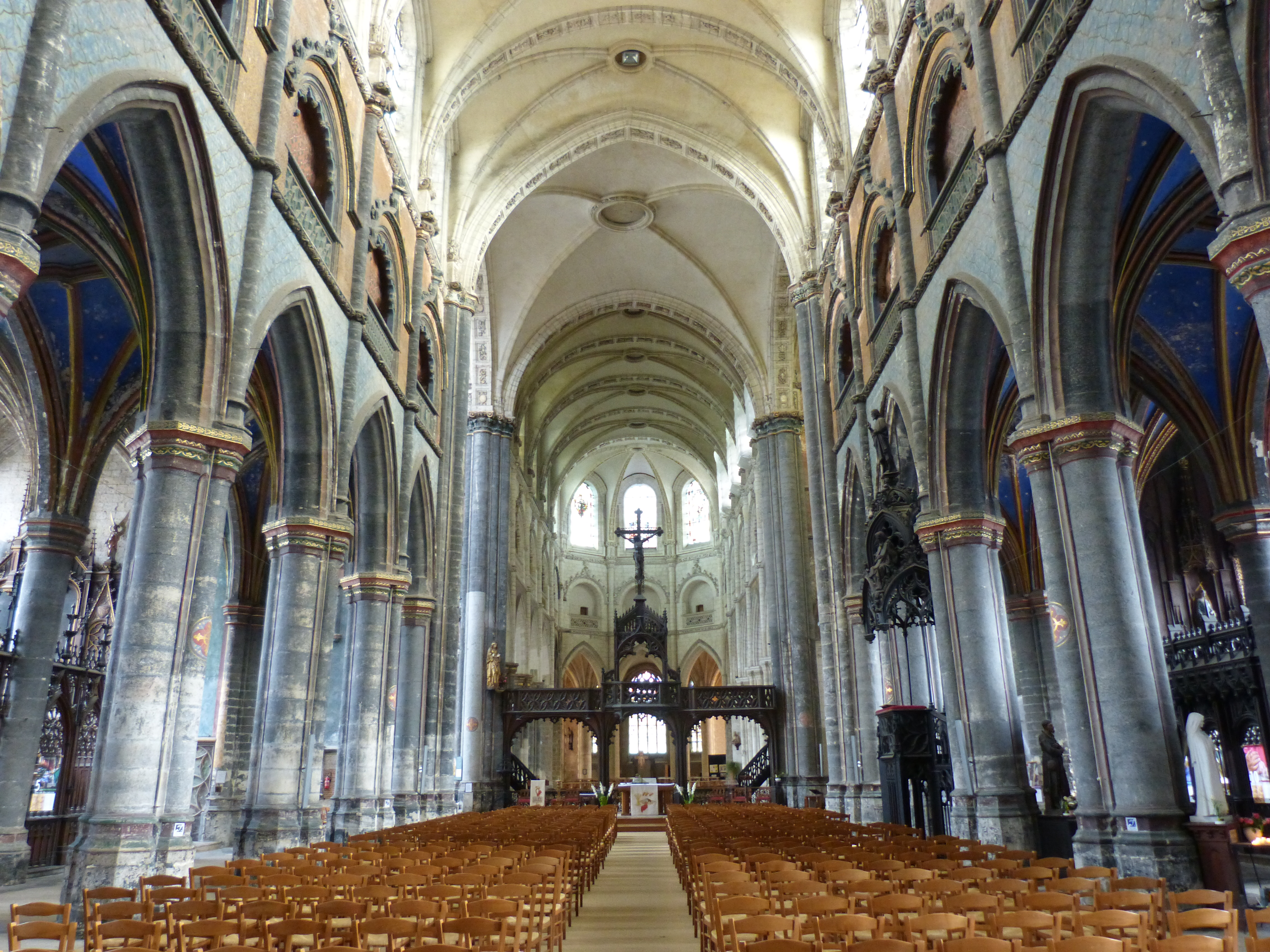
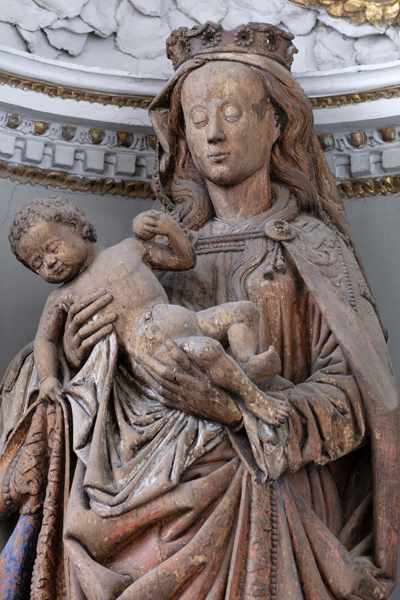
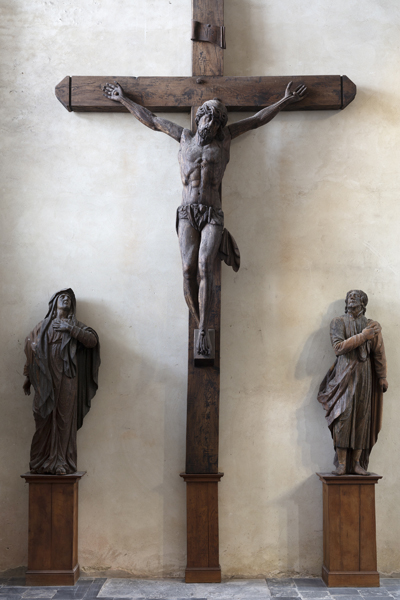
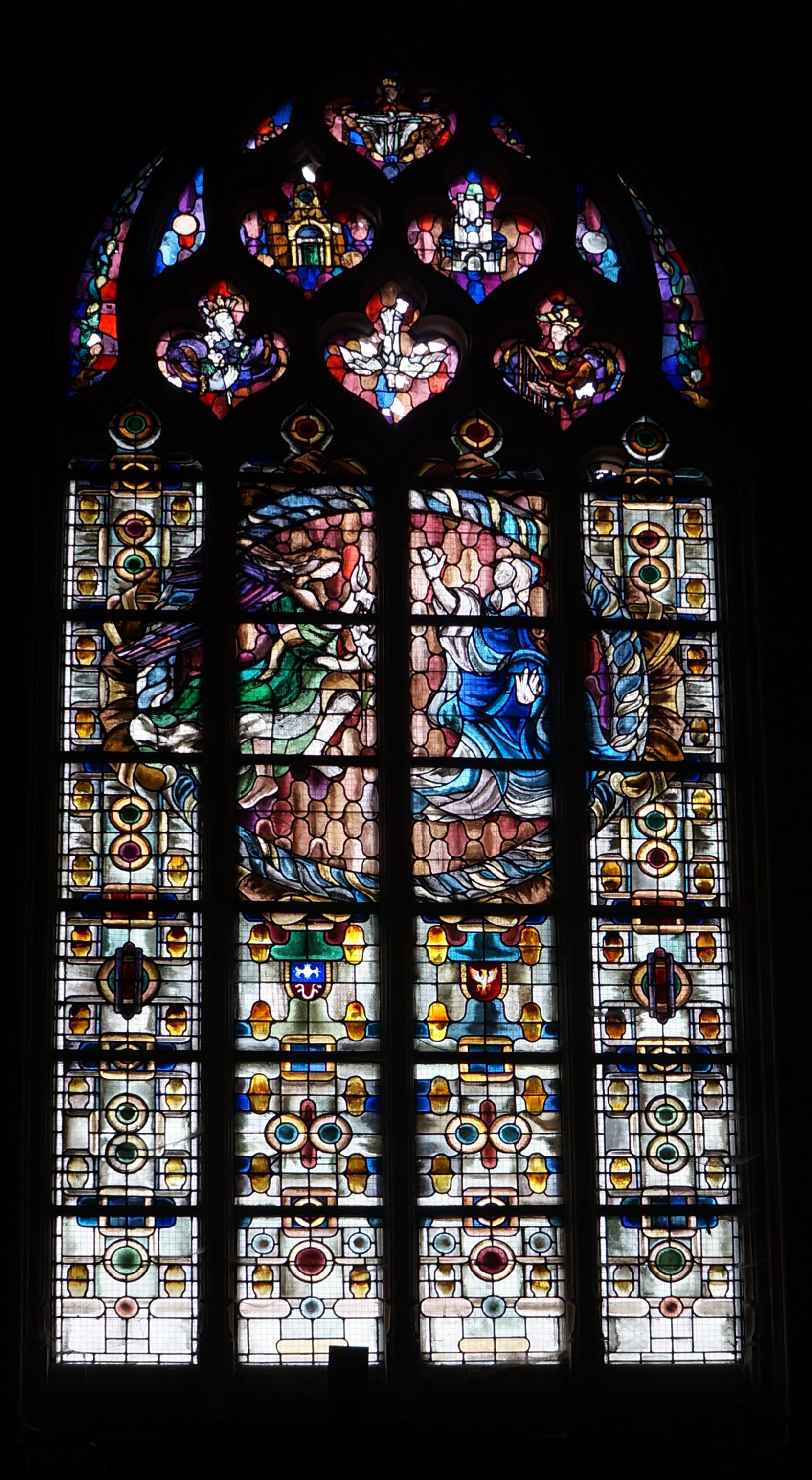
Glasraam
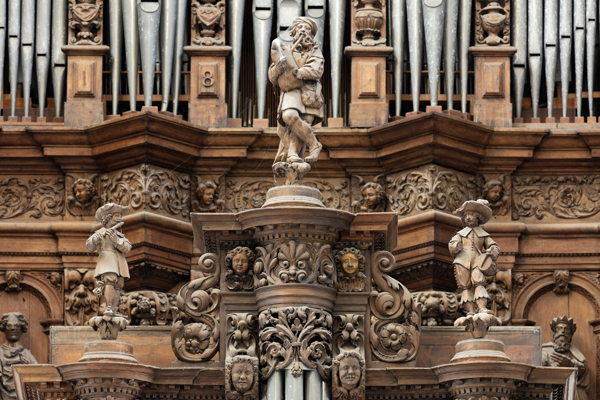
Orgel